# Åbo flygplats
Åbo flygplats (finska: Turun lentoasema, IATA: TKU, ICAO: EFTU), är en flygplats belägen åtta kilometer norr om Åbo i Finland. Flygplatsen hade 369 432 resenärer 2018 och 3 059 ton gods (2014).

## Åbos tidigare flygplats

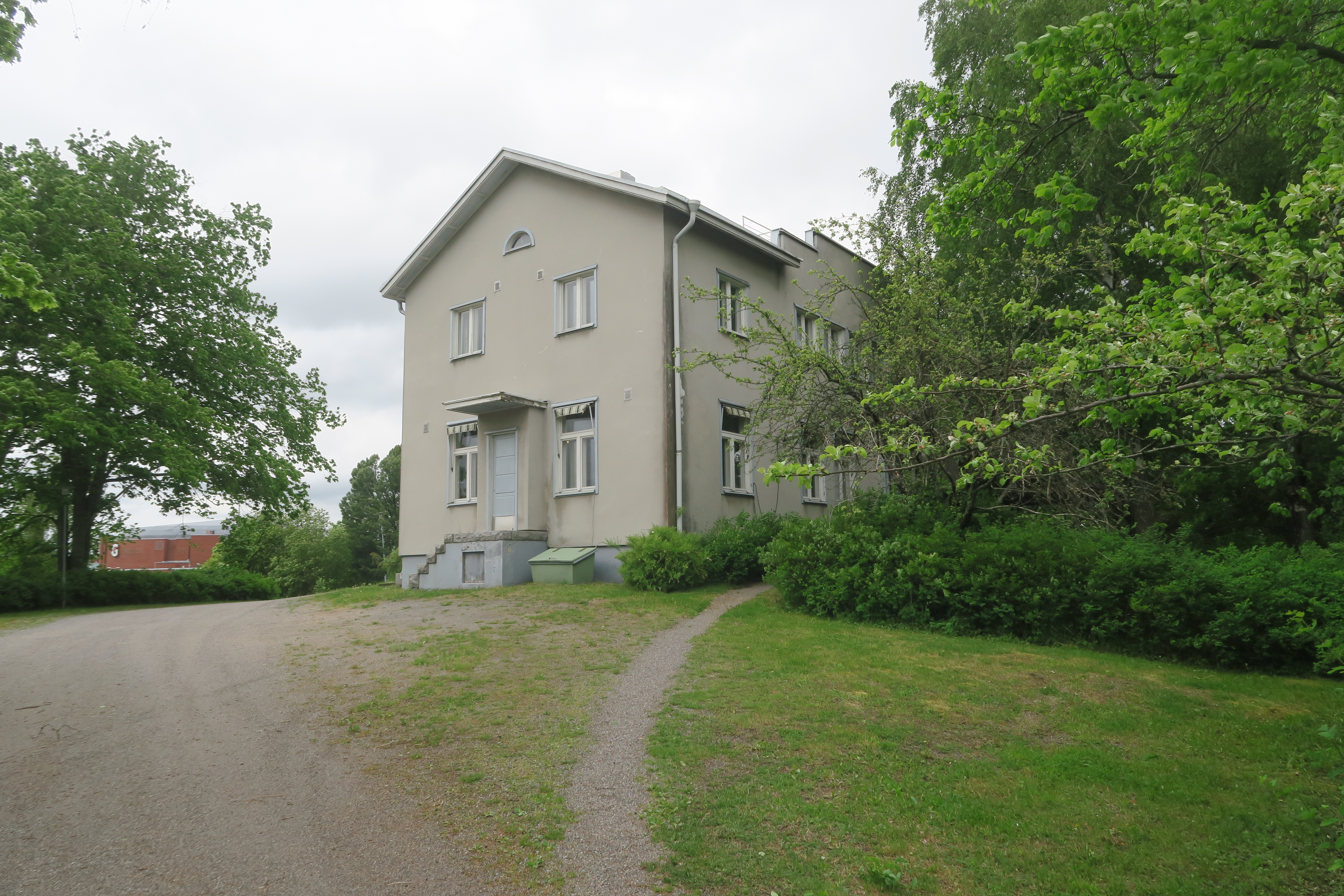
Åbos tidigare flygfält

Flygfältet i Artukais väster om Åbo invigdes 1935 och var då det första i Finland och samtidigt det nordligaste i världen. Under kriget flögs rutten Åbo – Stockholm, den enda som hölls i drift under krigstiden. Fältet var i bruk fram till 1955.

## Destinationer & flygbolag

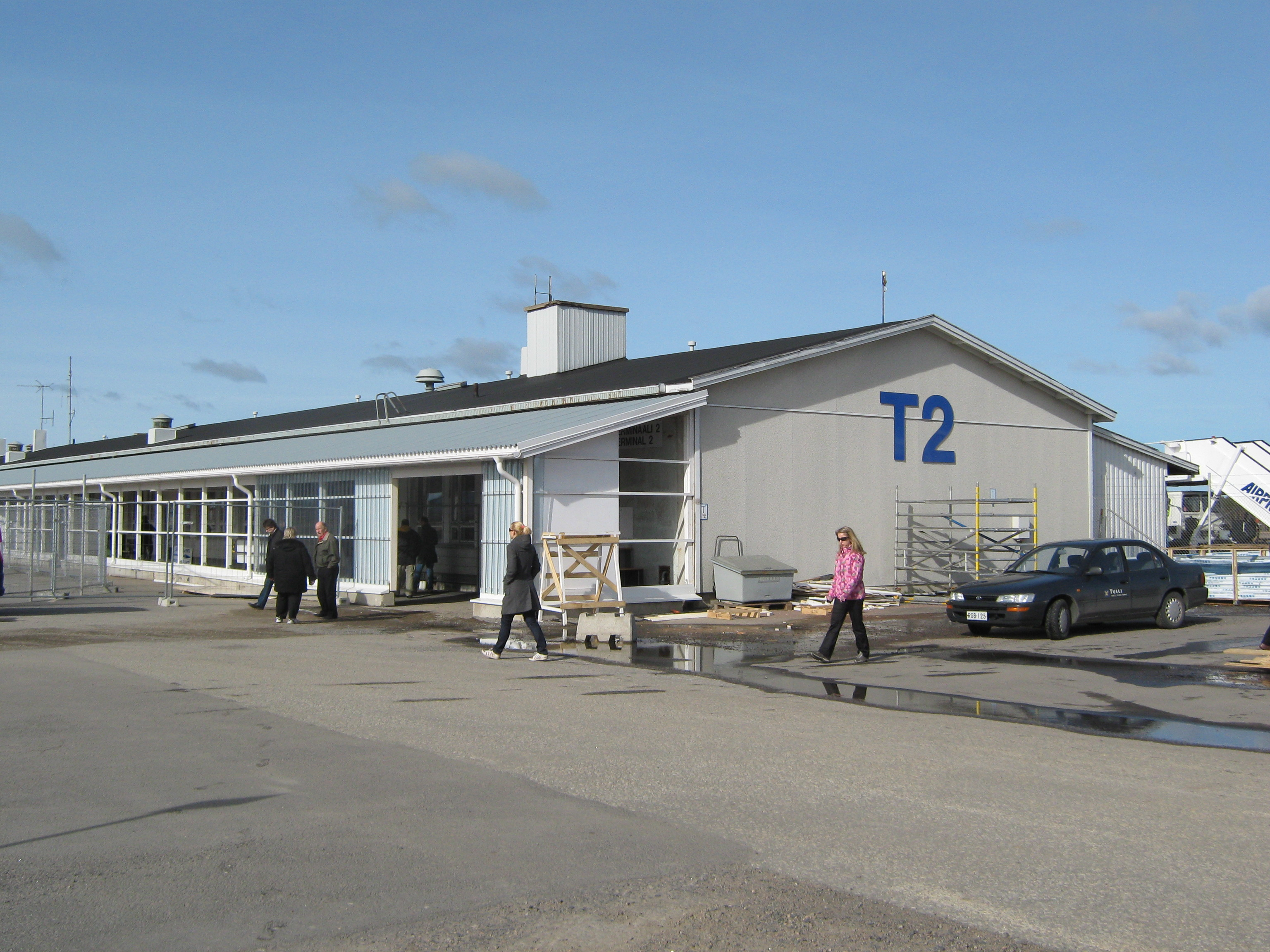
T2

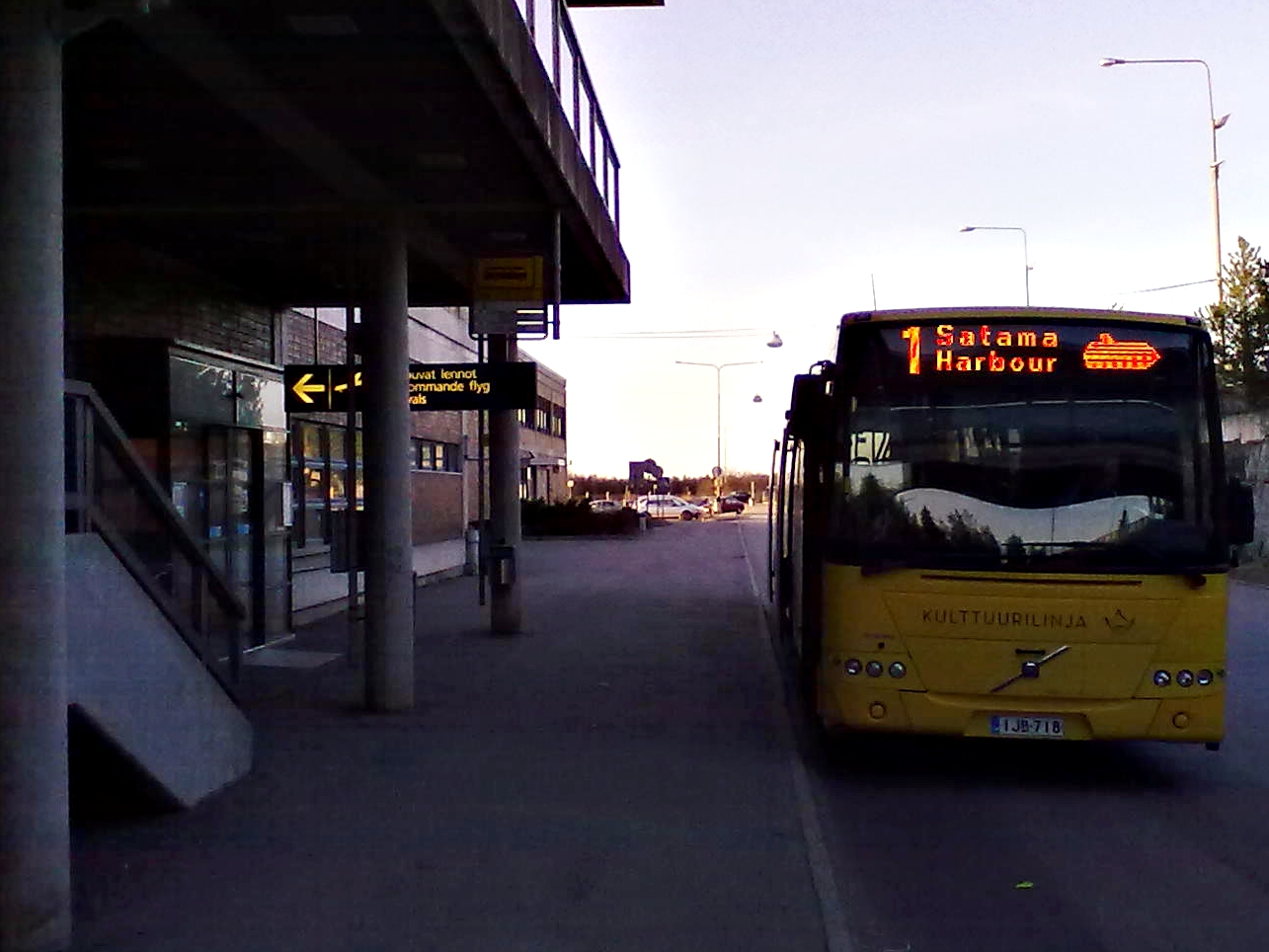
T1

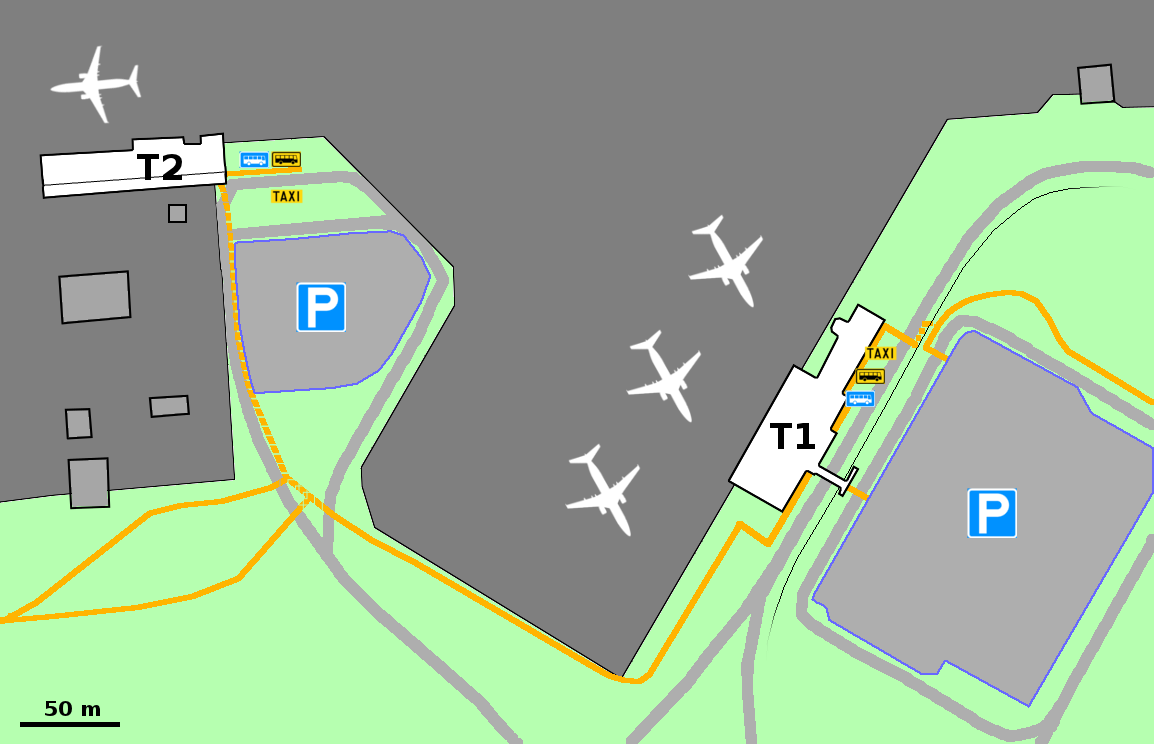
T1 & T2 på karta

| Flygbolag                | Destinationer                |
| ------------------------ | ---------------------------- |
| airBaltic                | Riga                         |
| Air Leap                 | Mariehamn, Stockholm-Arlanda |
| Finnair                  | Helsingfors                  |
| Nordic Regional Airlines | Helsingfors Säsong: Kittilä  |
| Scandinavian Airlines    | Stockholm-Arlanda            |
| Wizz Air                 | Gdańsk                       |

### Passagerare (charter)
- Deltacraft
- Scanwings (Helsingfors och Vasa)

### Frakt

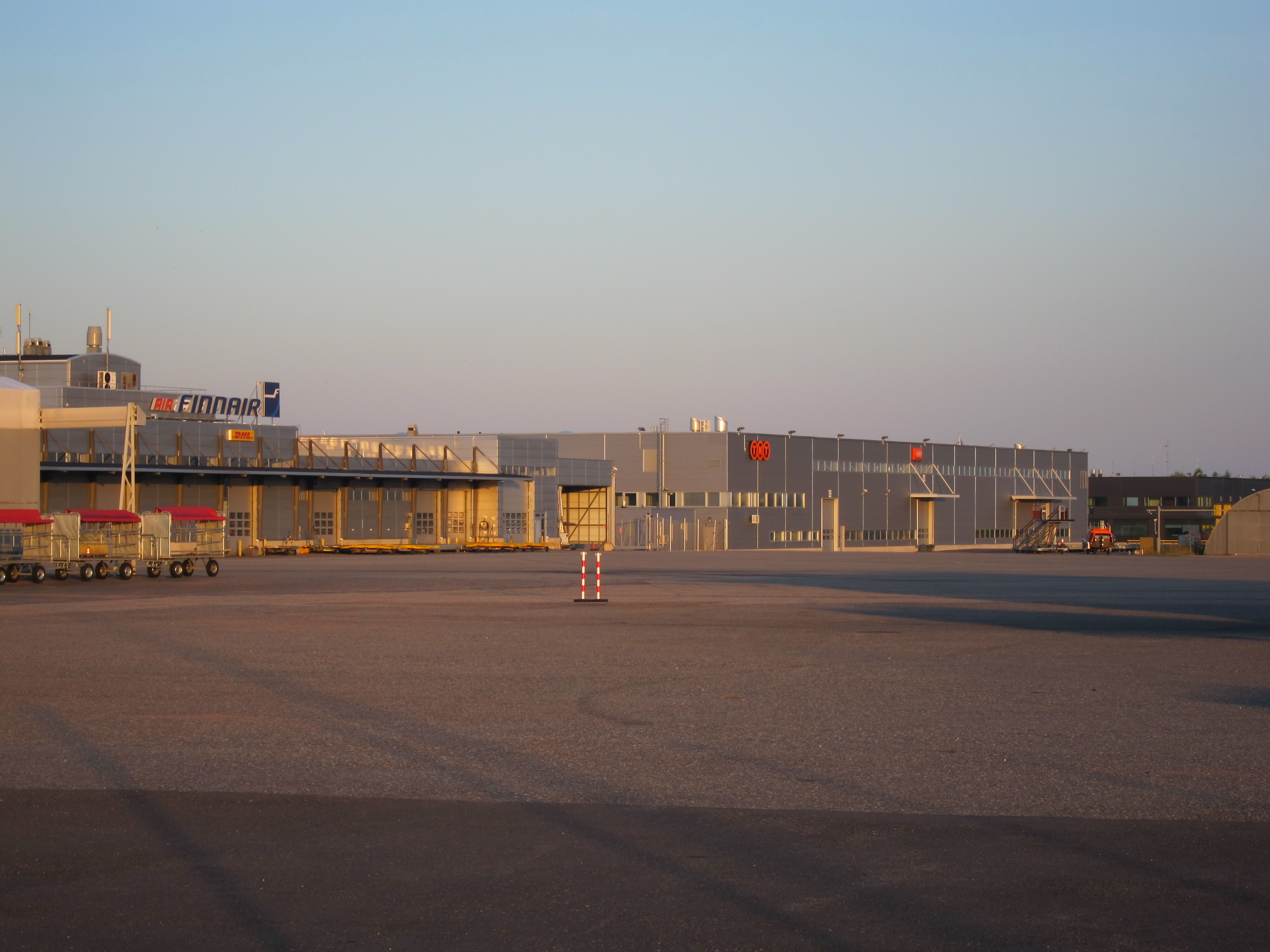
Godsterminaler

- Finnair
- SAS
- DHL
- TNT Air Cargo
- EXEL
- Turku Air